# Тити луцифер
Титито луцифер (Callicebus lucifer) е вид бозайник от семейство Сакови (Pitheciidae).

## Разпространение
Видът е разпространен в Бразилия, Еквадор, Колумбия и Перу.